# Ярвинен, Мика
Ми́ка Я́рвинен (15 ноября 1988, Хаттула, Финляндия) — финский хоккеист, вратарь.

## Карьера
Начиная с 2007 года выступал у себя на родине за "Куопио", "Йокерит", а также ХПК. В 2013 году клубов КХЛ хабаровский «Амур» заключил однолетний контракт с финским голкипером.
В сезоне 2012—13 24-летний вратарь выступал у себя на родине за ХПК и стал одним из лучших в финской СМ-Лиге по проценту отражённых бросков и коэффициенту надёжности. Он провёл 41 матч, пропуская в среднем 1,98 шайбы за игру и отражая 92,5 процента бросков. В плей-офф на счету Ярвинена четыре матча с коэффициентом надёжности 3,09 и процентом отражённых бросков 90,5.
После окончания тренерской карьеры стал работать с вратарями.